# 科洛馬茨基什利亞赫
49°58′3″N 35°12′40″E / 49.96750°N 35.21111°E
科洛馬茨基什利亞赫（羅馬化：Kolomatskyi Shliakh）是位於烏克蘭東部的村莊，由哈爾科夫州博霍杜希夫區的克拉斯諾庫特斯克市鎮負責管轄。該村始建於1911年，面積0.31平方公里，2001年人口30，人口密度每平方公里95.5人。